# Canon EF-S 35mm f/2.8 Macro IS STM
El Canon EF-S 35mm f/2.8 Macro IS STM és un objectiu fix normal i macro, amb muntura Canon EF-S.
Aquest, va ser anunciat per Canon el 6 d'abril de 2017, amb un preu de venta suggerit de 430€.
Actualment, és l'objectiu macro amb menor focal de la sèrie EF-S fabricat per Canon.
La seva distància focal de 35mm té el mateix camp visual en una càmera EOS de la sèrie EF-S que una lent de 56mm en una càmera de fotograma complet.
Aquest objectiu s'utilitza sobretot per macrofotografia.

## Característiques
Les seves característiques més destacades són:
- Distància focal: 35mm
- Obertura: f/2.8 - 32
- Motor d'enfocament: STM (Motor d'enfocament pas a pas, silenciós)
- Estabilitzador d'imatge de 4 passes
- Distància mínima d'enfocament: 13cm
- Rosca de 49mm
- Magnificació màxima: 1x
- A f/4 l'ombrejat de les cantonades ja disminueix i a f/5.6 és poc rellevant.[3]

## Construcció[5]
- La muntura és de metall, la resta de parts són de plàstic.
- El diafragma consta de 7 fulles, i les 10 lents de l'objectiu estan distribuïdes en 6 grups.
- Consta d'un element asfèric
- Aquest objectiu té integrat un anell amb dos llums led, les quals es poden configurar a intensitat alta o baixa, i es poden controlar de manera independent, tot amb un sol botó al barril de la lent. Aquesta sistema extreu l'energia del cos de la càmera.

## Accessoris compatibles[6]
- Tapa EF-S35
- Parasol ES-27
- Filtres de 49mm
- Tapa posterior EB
- Funda LP1014

## Objectius similars amb muntura Canon EF-S
- Tokina AT-X Pro 35mm f/2.8 Macro DX[7]